# Elwesia nigripalpis
Elwesia nigripalpis är en fjärilsart som beskrevs av W. Warren 1911. Elwesia nigripalpis ingår i släktet Elwesia och familjen nattflyn. Inga underarter finns listade i Catalogue of Life.